# Elring
Elring is een historisch merk van motorfietsen.
De bedrijfsnaam was: Elring Motorfahrzeuge, Dresden-Blasewitz.
De 196cc-Elrings kwamen niet alleen evenals het merk Elfe uit Dresden-Blasewitz, de machines leken ook sterk op elkaar. De productie bij Elring begon in 1924, toen er al honderden jonge en kleine motorfietsmerken in Duitsland waren. Elring beëindigde de productie al in 1925, tegelijk met ruim 150 andere kleine Duitse merken.